# Xibeca
La Xibeca è una birra bionda spagnola prodotta dal birrificio barcellonese Damm.

## Storia

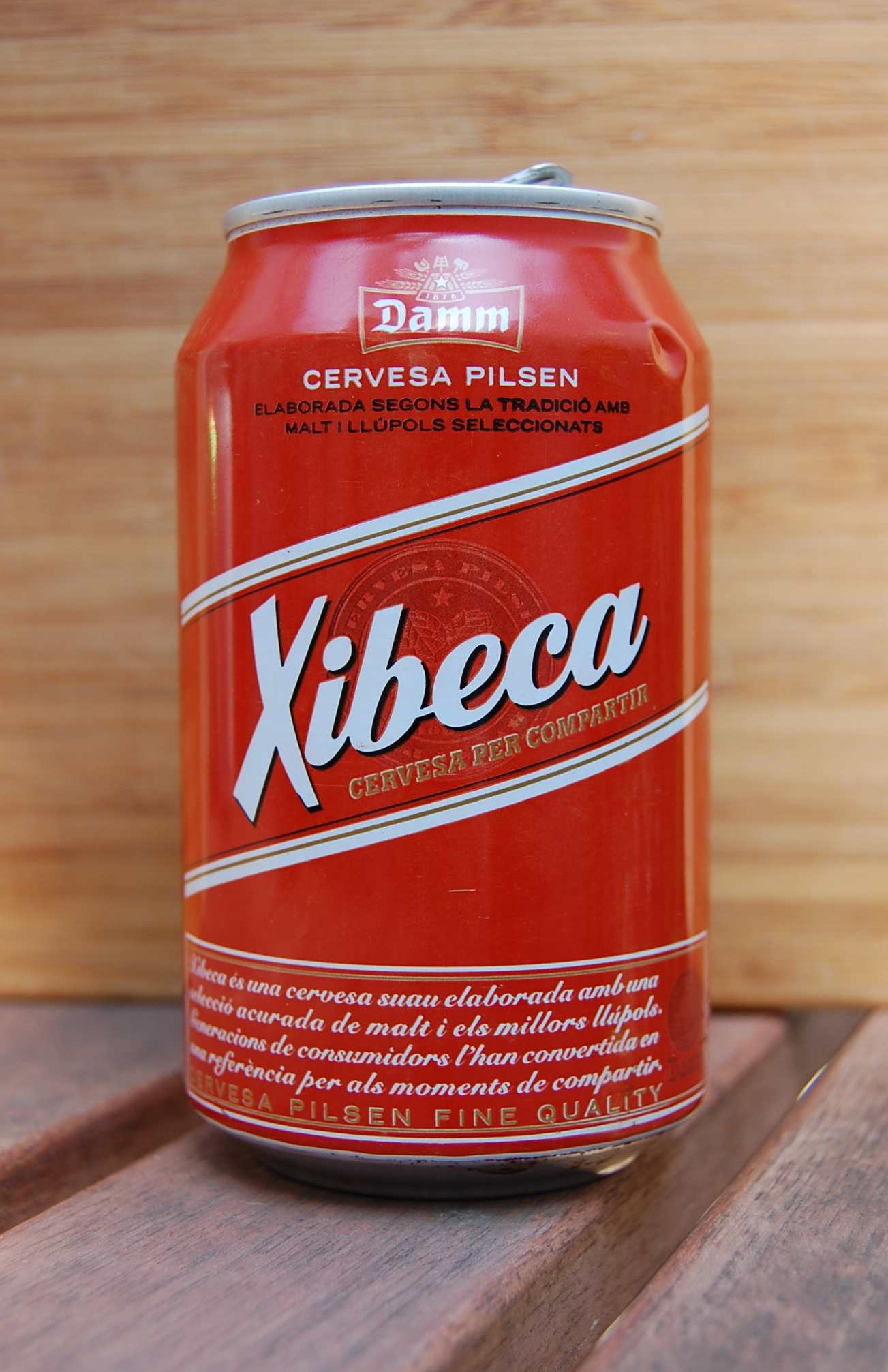
Una lattina di Xibeca.

La Xibeca fu lanciata sul mercato spagnolo alla fine degli anni sessanta come sostituto a basso costo del vino da tavola, i cui prezzi avevano subito un forte aumento; il nome Xibeca era già in uso sin dal 1931 per indicare le bottiglie in formato da 1 litro prodotte dalla Damm.

## Origine del nome
Il nome catalano Xibeca (barbagianni in italiano) deriva da una leggenda secondo la quale un barbagianni gettò un incantesimo su una giovane ragazza trasformandola in una strega: la leggendaria strega Xibeca divenne così famosa in Catalogna da dare il nome alle bottiglie da 1 litro della Damm. Un'altra ipotesi sostiene che il nome Xibeca derivi dalla somiglianza della figura del barbagianni con quella della bottiglia.

## Caratteristiche
Si tratta di una birra Pilsener molto chiara e moderatamente amara a bassa gradazione alcolica. La schiuma è abbondante e persistente ed il colore dorato. Il bicchiere consigliato è il calice a chiudere.